# Gottfried Tröger
Gottfried Tröger (* 20. Februar 1935 in Lobsdorf; † 16. Dezember 2016) war ein deutscher Politiker (DBD, ab 1990 CDU).

## Leben und Beruf
Gottfried Tröger besuchte die Grundschule in seinem Geburtsort. Er absolvierte die Fachschule in Chemnitz und erhielt 1968
das Landwirtschaftliche Diplom an der Universität Leipzig. Von 1960 bis 1968 war er Mitarbeiter im Rat für Landwirtschaft und Nahrungsgüterwirtschaft. In den Jahren 1968 bis 1970 war er als Leiter des Beratungsdienstes Getreidewirtschaft tätig und von 1970 bis 1990 Leiter des Betriebsteils Glauchauer Getreidewirtschaft. Nach der Wiedervereinigung war er von 1990 bis 1994 Leiter der Baywa-AG. 
Tröger war evangelischen Glaubens, verheiratet und hatte drei Kinder.

## Politik
1962 trat Gottfried Tröger der Demokratischen Bauernpartei Deutschlands (DBD) bei. Er gehörte von 1982 bis 1990 zum Sekretariat des DBD im Kreis Hohenstein-Ernstthal und wurde im Januar 1990 deren Kreisvorsitzender. Im August 1990 wechselte er zur CDU. 
Bei den ersten freien Wahlen zum Sächsischen Landtag wurde Gottfried Tröger über die Landesliste gewählt. Er blieb nur die Erste Wahlperiode (1990 bis 1994) Mitglied des Landtages.
Vom 10. November 1994 bis 26. Oktober 1998 war er in der 13. Wahlperiode Mitglied des Deutschen Bundestages. Dort war er Mitglied des Ausschusses für Landwirtschaft, Ernährung und Forsten sowie des Petitionsausschusses. Er wurde für die CDU über ein Direktmandat im Wahlkreis Glauchau – Rochlitz – Hohenstein-Ernstthal – Hainichen in Sachsen in den Bundestag gewählt.